# La cifra impar
La cifra impar és una pel·lícula de l'Argentina en blanc i negre. Es tracta del primer film dirigit per Manuel Antín, segons el seu propi guió escrit en col·laboració amb Antonio Ripoll i basada en el conte "Cartas de mamá" del llibre Las armas secretas, de Julio Cortázar. Algunes de les escenes en exteriors van ser rodades a París, una cosa inusual per a l'època, sobretot tractant-se d'una producció independent.

## Producció
El relat presenta una estructura narrativa fragmentada, on passat i present s'entrellacen per a contar la història d'una parella que viu a París, turmentada pel seu passat a Buenos Aires (centrat en la figura de Nico, germà d'ell i antic nuvi d'ella). El muntatge del film, a càrrec d'Antonio Ripoll, potència el joc temporal recolzant-se a més en l'ús de la música; recursos que diferencien al film del cinema que fins llavors solia fer-se a l'Argentina.

## Repartiment
- Lautaro Murúa		 (Luis)
- María Rosa Gallo		 (Laura)
- Sergio Renán		 (Nico)
- Milagros de la Vega		 (Mamá)
- Maurice Jouvet
- José María Fra
- Adriana Peña

## Estrena
L'estrena va tenir lloc al cinema Metro, el 15 de novembre de 1962. Encara que va tenir escassa repercussió de públic en el seu moment, amb el córrer dels anys ha passat a ocupar un lloc prominent entre les pel·lícules de l'anomenada Generació del 60.
Julio Cortázar va tenir oportunitat de veure la pel·lícula una vegada acabada, en una projecció privada en els laboratoris Alex, a Buenos Aires, i va quedar molt conforme amb l'adaptació. A partir de llavors, Cortázar i Antín van iniciar una amistat que duraria anys, i una col·laboració professional que faria altres dues pel·lícules dirigides per Antín sobre contes de Cortázar: Circe (en el guió de la qual va col·laborar Cortázar, estrenada en 1964) i Intimidad de los parques (rodada al Perú i estrenada el 1965).

## Premis
Va ser premiada amb el Còndor de Plata al Millor Director per Manuel Antín, Millor Actor (Lautaro Murúa), Millor Actriu de Repartiment (Milagros de la Vega), Millor Escenografia (Ponchi Morpurgo i Federico Padilla) i Millor Fotografia en blanc i negre (Ricardo Aronovich).